# Franz Harland
Franz Harland (* 15. srpna 1956) je americký filmový producent a režisér. Na svém filmu The Houseguest (premiéru měl v roce 1989) spolupracoval s velšským hudebníkem a skladatelem Johnem Calem (ke snímku složil hudbu a hrál v něm). Hlavní roli ve filmu hrála Zoë Lund a jako stříhač se na něm podílel pozdější režisér Ramin Niami. Harland s Johnem Calem později spolupracoval ještě jednou. V devadesátých letech napsal libreto k jeho opeře Mata Hari. V roce 1990 produkoval akční film Fatal Mission s Peterem Fondou v hlavní roli. V roce 1997 byl producentem snímku Dreamland, v němž rovněž vystupovala Zoë Lund. V roce 1982 se podílel na snímku Smithereens.